# 格力电器
珠海格力電器股份有限公司（深交所：000651），簡稱格力、格力電器，是总部位于广东省珠海市的大型家用电器及工业设备制造商，拥有格力、TOSOT（大松）、晶弘品牌，主营空调、冰箱、洗衣机、热水器等電熱交換、冷冻冷藏技術的产品，並有經營手机、军工等副業。

## 历史
1989年12月，由珠海经济特区工业发展总公司（现格力集团）作为发起人，将其属下企业珠海经济特区冷气工程有限公司空调器厂、珠海经济特区塑胶工业公司、珠海经济特区冠英贸易公司改组，成立珠海市海利冷气工程股份有限公司。1991年3月，与珠海冠雄塑胶工业公司合并组建格力电器，1991年11月，成立珠海市格力集团电器股份有限公司，由朱江洪出任总经理，投资2亿元、占地10万平方米的格力电器生产基地在珠海前山河畔开工奠基，公司成立初期以生产家用空调为主，1994年5月，进行股份制企业改革，更名为珠海格力电器股份有限公司。
1996年11月，格力电器股票在深圳证券交易所上市，同年格力空调产销量超过当时最大竞争对手春兰空调，跃居全国首位。
2001年6月，格力电器投资2000万美元在巴西建设的首个海外基地投产。
2004年，格力电器收购珠海格力集团的小家电业务。
2005年，格力家用空调产销量突破1000万台。
2009年，格力电器经科学技术部批准组建国家节能环保制冷设备工程技术研究中心。2012年，董明珠接任格力电器董事长，格力电器“变频空调关键技术的研究及应用”项目获得2011年度国家科学技术进步奖二等奖，同年销售总收入首次突破1000亿元人民币。
2014年，格力电器正式发布旗下生活电器品牌TOSOT（大松），涵盖电风扇、電飯鍋、电磁炉、电暖器等小家电品种。2015年，格力电器宣布进军手机市场，发售首款格力手机。2018年，格力电器全资收购冰箱制造商合肥晶弘电器有限公司，进入冰箱市场。
2019年7月，格力电器首次进入《财富》世界500强，排名414位。
2019年12月2日，公司控股股东格力集团与高瓴资本集团领衔的珠海明骏正式签署股份转让协议，以416.62亿元的转让价款购入格力电器15%股权。此次交易完成后，格力电器会变更为无实际控制人和无控股股东，同年销售总收入首次突破2000亿元人民币。
2019年12月13日，格力电器对外发布公告，国资的大股东格力集团收到珠海市国资委下达的两份批复，珠海国资委同意格力集团与珠海明骏协议转让交易事项。至此格力集团持股降至3.22%成为非控股小股东，格力电器接近私有化。
2021年8月，格力电器以18.28亿元的价格取得新能源客车生产商银隆新能源30.47%股权，并将其更名为“格力钛新能源”。

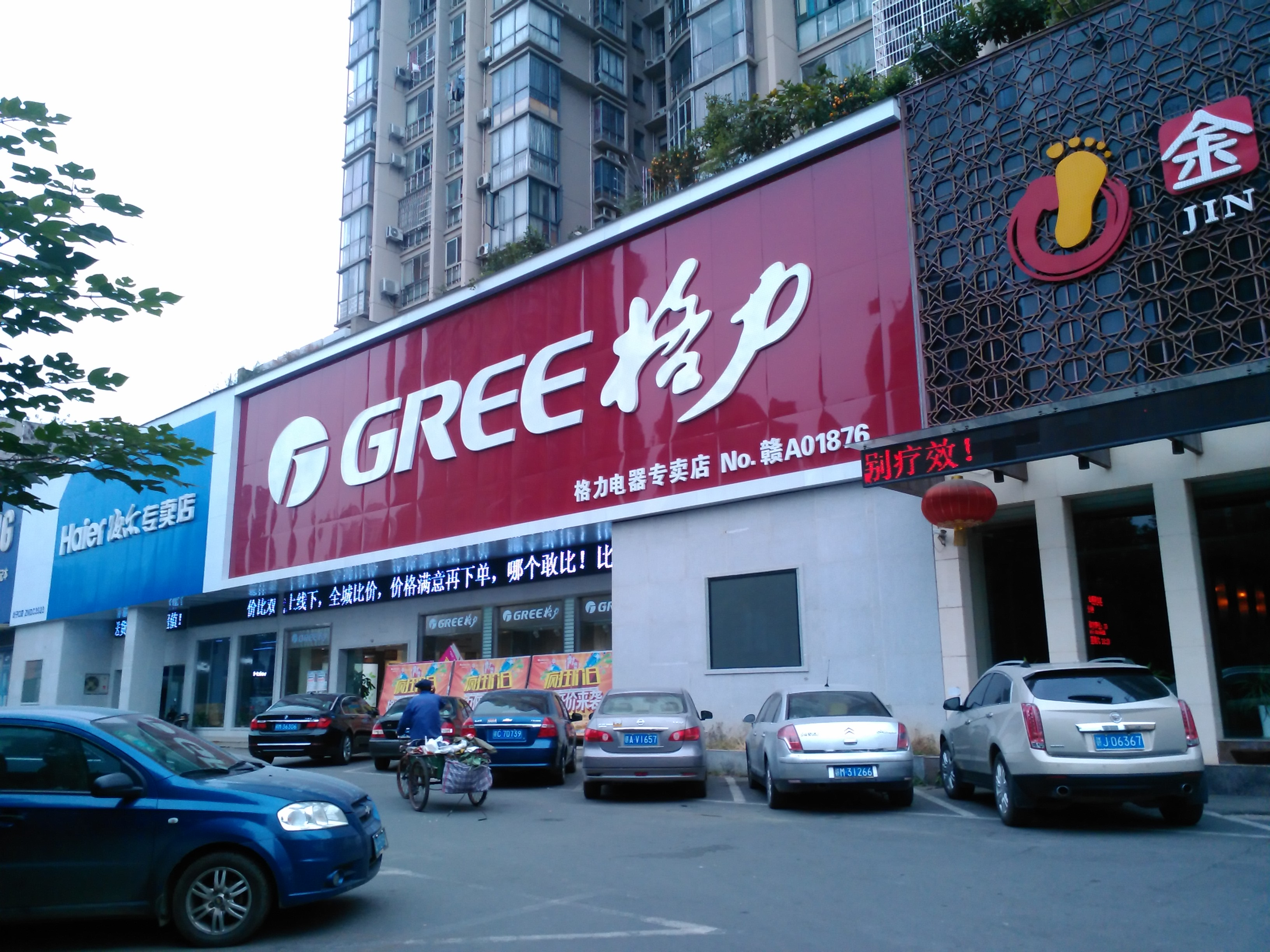
江西一家格力門店

## 外部連結
- 格力集團
- 珠海格力電器股份有限公司 （页面存档备份，存于）